# Lily Granado
Lily Granado, parfois créditée sous les noms Lilli Granado ou Lilly Granado, née Liliane Granado le 28 août 1922 à Chambéry et morte le 12 décembre 1960 à Rome, est une actrice française active dans les années 1940 et 1950 dans le cinéma italien. Pendant la même période, au théâtre, elle fait aussi de la revue dans la troupe d'Erminio Macario.

## Filmographie
- 1941 : Il vagabondo d'Oreste Biancoli et Carlo Borghesio (créditée comme Lilli Granado)
- 1945 : 07... Tassì de Riccardo Freda et Marcello Pagliero
- 1946 : O sole mio de Giacomo Gentilomo (créditée comme Lilly Granado)
- 1953 : Une fille formidable (Ci troviamo in galleria) de Mauro Bolognini
- 1953 : Canzoni, canzoni, canzoni de Domenico Paolella
- 1954 : Amours d'une moitié de siècle (Amori di mezzo secolo), épisode Girandola 1910 d'Antonio Pietrangeli
- 1954 : Les Amours de Manon Lescaut de Mario Costa
- 1954 : Gran varietà de Domenico Paolella, section Cuttica
- 1955 : Ces demoiselles du téléphone (Le signorine dello 04) de Gianni Franciolini
- 1956 : Peccato di castità (it) de Gianni Franciolini
- 1958 : Les Travaux d'Hercule (Le fatiche di Ercole) de Pietro Francisci (créditée comme Lilli Granado)
- 1960 : La dolce vita de Federico Fellini (non créditée)
- 1960 : Gastone de Mario Bonnard

## Revues
- 1939 : Carosello di donne de Ripp e Bel Ami, avec Erminio Macario, Wanda Osiris, Erika Sandri (it) et Elba Elbano
- 1942-1943 : Noi..ricchi, avec Nino Taranto et Enzo Turco